# ホルヘ・リベラ (プロレスラー)
スカイデ（Skayde、1964年8月2日 - ）は、メキシコの男性プロレスラー。本名はホルヘ・リベラ・セラーノ（Jorge Rivera Serrano）といい、様々なインディー団体に参戦している。キャリアを通してテクニコとして活動している。

## 来歴
1987年にリベラはポルシェ（Porsche）やエル・セミナリサータ（El Seminarista）のリングネームで活動を開始し、1991年から1993年の間はラ・フラッチェ（La Flecha）のネームで活動をしていた。1995年にはAAAで新しいギミックでリングネームのパワー・ライダー・ブランコ（Power Raider Blanco）になり、パワー・ライダーというユニットに加入していた。その後リングネームをブーメラン（Boomerang）に変え、最も知られていネームのスカイデ（Skayde）に変更している。1997年にAAAから離れプロモ・アステカへ活動の場を移し、スカイデとして活動するが1998年に離脱し、1999年からはIWRGでエレクトラ（Electra）のネームで活動していた。
2000年からは闘龍門2000プロジェクトでトレーナーとして活動を開始しつつ本名とマスクマンとしてのホルヘ・リベラ（Jorge Rivera）として試合もこなすようになる。同時期にアメリカのCHIKARAとCZWでデステロ（Destello）として活動していた。また、スカイデとしてDRAGON GATEやメキシコのインディー団体に参戦していた。
2009年3月にリベラはチカラのKing of Trios Tournamentにマイク・クアンケンブッシュとジョニー・セイントとでマスターズ・オブ・ア・サウザント・ホールズとして出場したが準々決勝でブライアン・ダニエルソン、クラウディオ・カスタニョーリ、デビッド・テイラーのチームに破れている。2010年もKing of Trios Tournamentに出場するはずだったが諸事情で中止になり、以来チカラには参戦していない。
2012年12月からスカイデはテキサス州サンアントニオに拠点を置くリバー・シティ・レスリングで試合をしつつ、サンアントニオにいるルチャ・ドーラーにコーチしている。

## 得意技
ラ・アスコスタッド・クルセータ
フィギィア・フォー・レッグロック
ラ・クルセータ
変形足4の字固め
ラ・リベラシタ
スピニング・クルフィックス・ホールド
ラ・リベラシタⅡ
逆回転式雁之助クラッチ
スカイデ・スペシャル
アームドラッグでテイクダウンを奪ってからの変形横十字固め
スカイデ・スラム
ベアハッグで持ち上げてから相手の体を反転させ、自分のサイドに落とす変形フェイスバスター
スカイデ・スラムⅡ
バック・トゥ・ベリーの体勢から相手を反転させての変形フェイスバスター
ブラゾ・デ・アラステレ・イスペシャル

## 獲得タイトル
NWA Mexico
- NWA Mexicanウェルター級王座：1回
- NWA Mexicanライト級王座：1回